# 22 رصاصة (فلم فرنسي)

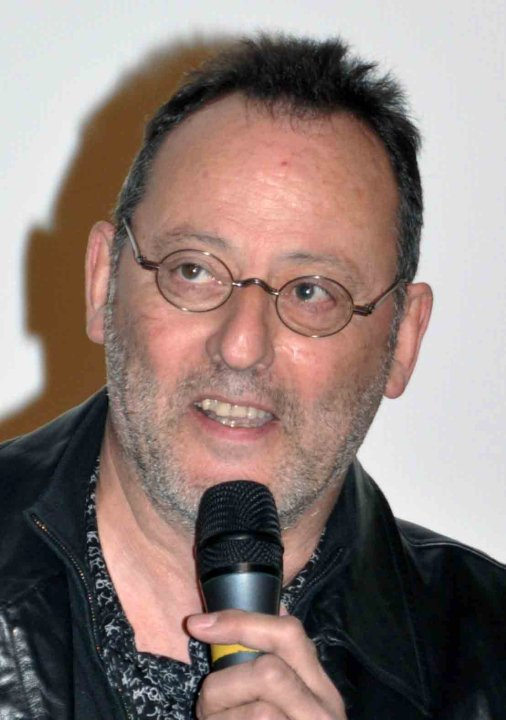
جان رينو في العرض الاول للفيلم

22 رصاصة (بالفرنسية: L'immortel) هو فيلم أكشن وجريمة فرنسي من إخراج ريتشارد بيري وبطولة جان رينو . تدور أحداثه حول زعيم مافيا يتم تصفيته من قبل فريق مكون من 8 أشخاص ليترك وبجسده 22 رصاصة لكنه ينقل إلى المستشفى ويستطيع النجاة ليعود ويقوم بالانتقام من منفذي الهجوم ليتبين لاحقا أنهم أصدقاء قدماء .بدأ تصوير الفلم في23 فبراير 2009 في مارسيليا، وفي أفينيون أوائل أبريل 2009، واستمر تصويره في باريس لمدة 8 أسابيع.

## روابط خارجية
- 22 رصاصة على موقع IMDb (الإنجليزية)
- 22 رصاصة على موقع روتن توميتوز (الإنجليزية)
- 22 رصاصة على موقع نتفليكس (الإنجليزية)
- 22 رصاصة على موقع قاعدة بيانات الأفلام العربية
- 22 رصاصة على موقع ألو سيني (الفرنسية)
- 22 رصاصة على موقع Turner Classic Movies (الإنجليزية)
- 22 رصاصة على موقع أول موفي (الإنجليزية)
- 22 رصاصة على موقع بوكس أوفيس موجو (الإنجليزية)
- 22 رصاصة على موقع فيلمافينيتي (الإسبانية)
- 22 رصاصة على موقع قاعدة بيانات الأفلام السويدية (السويدية)